# Даммар
Дамма́р (фр. Dammard) — коммуна во Франции, находится в регионе О-де-Франс. Департамент коммуны — Эна. Входит в состав кантона Виллер-Котре. Округ коммуны — Суасон.
Код INSEE коммуны — 02258.

## Население
Население коммуны на 2010 год составляло 416 человек.
| 1962 | 1968 | 1975 | 1982 | 1990 | 1999 | 2010 |
| ---- | ---- | ---- | ---- | ---- | ---- | ---- |
| 433  | 461  | 421  | 373  | 441  | 418  | 416  |

## Экономика
В 2010 году среди 258 человек трудоспособного возраста (15—64 лет) 186 были экономически активными, 72 — неактивными (показатель активности — 72,1 %, в 1999 году было 75,8 %). Из 186 активных жителей работали 169 человек (98 мужчин и 71 женщина), безработных было 17 (8 мужчин и 9 женщин). Среди 72 неактивных 15 человек были учениками или студентами, 32 — пенсионерами, 25 были неактивными по другим причинам.